# ورمانت (کامیونیتی)، ویسکانسین
ورمانت (کامیونیتی)، ویسکانسین (به انگلیسی: Vermont (community), Wisconsin) یک منطقهٔ مسکونی در ایالات متحده آمریکا است که در شهرستان دان، ویسکانسین واقع شده‌است.

## خصوصیات
ورمانت ۲۷۰٫۰۶ متر بالاتر از سطح دریا واقع شده‌است.